# Legenda Korry
Legenda Korry (ang. Avatar: The Legend of Korra, The Last Airbender: The Legend of Korra, Legend of Korra, 2012–2014) – amerykański serial animowany stworzony i wyprodukowany przez Nickelodeon Animation Studio przez Bryana Konietzko i Michaela Dante DiMartino. Jest to sequel serialu Awatar: Legenda Aanga z lat 2005–2008.
Jego światowa premiera odbyła się 14 kwietnia 2012 roku na amerykańskim Nickelodeon, natomiast w Polsce odbyła się 2 września, a przedpremierowy odcinek został wyemitowany 26 sierpnia 2012 roku na kanale Nickelodeon Polska. Natomiast 28 października 2012 odbyła się premiera na Nickelodeon HD. Premiera drugiej księgi odbyła się 19 lutego 2014, natomiast trzeciej – 4 maja 2015. 15 lutego 2018 roku rozpoczęła się emisja serialu na kanale Nicktoons.

## Fabuła
Legenda Korry opowiada o nowym Avatarze, którym jest tytułowa Korra. Akcja toczy się 70 lat po zwycięstwie Aanga nad Władcą Ognia.
Księga Pierwsza: Powietrze – Korra wybiera się do Miasta Republiki w celu rozpoczęcia treningu magii powietrza u jedynego żyjącego mistrza, Tenzina, który jest synem Aanga i Katary, a także jedynym mistrzem magii powietrza. Ze względu na ciężką sytuację w mieście nie mógł uczyć jej w Plemieniu Wody. Trening magii powietrza jest bardzo ciężki dla Korry i nie potrafi ona z początku w ogóle nad nią panować, co powoduje ciągłą frustrację głównej bohaterki. W tym samym czasie anty-magowie zaczynają wprowadzać w życie swoje plany. Ich przywódcą jest Amon, człowiek, który potrafi odbierać magom ich moc panowania nad żywiołami na zawsze. Pomimo bycia przerażoną mocą Amona Korra rozpoczyna walkę przeciwko niemu, aby chronić swoich nowych przyjaciół oraz wszystkich ludzi przed terrorem.
Księga Druga: Duchy – 6 miesięcy po wygranej z Amonem i odzyskaniu magii Korra wraz z przyjaciółmi wybiera się do Południowego Plemienia Wody na festiwal. Podczas niego zostaje zaatakowana przez Mrocznego Ducha, wobec którego wszyscy są bezsilni z wyjątkiem jednej osoby – jej wuja, Unalaqa, który potrafi przemieniać Duchy Mroku w dobre. Korra wyrusza wraz z nim, porzucając swojego poprzedniego nauczyciela – Tenzina. Za namową Unalaqa Korra otwiera Południowy Portal Duchowy. Z kolejnymi odcinkami dziewczyna zaczyna zauważać, że jej stryj jest złym człowiekiem, dążącym tylko do władzy. Zwraca się przeciwko niemu, gdy dowiaduje się, że uwięził jej ojca w więzieniu. Pod koniec sezonu Unalaq zmusza młodą Avatar do otwarcia drugiego z Portali Duchowych – Północnego. Wtedy może nadejść Harmonijne Zrównanie, podczas którego Duch Zła – Vatuu – zostaje wypuszczony na wolność.
Księga Trzecia: Zmiana – gdy Korra postanawia pozostawić Duchowe Portale otwarte i na kolejne 10 000 lat zjednoczyć Światy Duchów i Ludzi, dzieje się coś dziwnego. Zwyczajni, niemagiczni obywatele nagle odkrywają w sobie talent magii powietrza. Dzieje się tak dlatego, że podczas stuletniej wojny cały Naród Powietrza został wymordowany, a po Harmonijnym Zrównaniu świat dąży do Równowagi. Jedną z osób obdarowanych magią powietrza jest Zaheer – przywódca Czerwonego Lotosu, który dzięki nowo uzyskanej mocy ucieka z więzienia, a następnie pomaga w wydostaniu się na wolność innym członkom terrorystycznego stowarzyszenia. Cały sezon próbuje schwytać Avatar, która podróżuje z przyjaciółmi po świecie poszukując magów powietrza. Pod koniec jednak sama poddaje się w jego ręce, w zamian za magów powietrza, których uwięził. W jaskini podają jej truciznę, która wywołuje w niej wejście w Stan Avatara. Próbują ją wtedy zabić, jednak ta w szale wyrywa się i rozpoczyna się bitwa. Korra pokonuje Zaheera, jednak trucizna zdążyła wyrządzić ogromne szkody jej organizmowi i umysłowi.
Księga Czwarta: Równowaga – ostatni sezon Legendy Korry. Trzy lata po wydarzeniach z 3 sezonu Drużyna Avatara rozpadła się i każdy jej członek żyje swoim własnym życiem. Niedługo ma odbyć się koronacja Księcia Wu na Króla Ziemi, gdyż poprzednia Królowa została zamordowana przez Zaheera. Avatar ma się pojawić na koronacji, jednak nie przybywa. Okazuje się, że dziewczyna uciekła od wszystkich, których znała, i samotnie podróżuje po świecie. Nękana jest przez swojego własnego ducha – siebie w Stanie Avatara, wywołanego przez truciznę Zaheera. Próbuje odzyskać tytułową równowagę w swojej własnej głowie, jednak pojawia się nowy wróg: Kuvira.

## Bohaterowie
- Korra – główna bohaterka, nowe wcielenie Avatara, pochodzi z Południowego Plemienia Wody. Ma 17 lat, jest byłą członkinią Ognistych Fretek, w których walczyła jako mag wody.
- Asami Sato – córka Hiroshiego Sato, była dziewczyna Mako, jest bardzo dobrym kierowcą.
- Mako – przyjaciel Korry, były chłopak Asami, kiedyś kapitan Ognistych Fretek, mag ognia, brat Bolina, ma 18 lat.
- Bolin – przyjaciel Korry, członek Ognistych Fretek, mag ziemi, brat Mako, ma 16 lat.
- Tenzin – mistrz magii powietrza, syn poprzedniego Avatara Aanga i Katary. Jest jednym z radnych Miasta Republiki. Najmłodszy syn Aanga.
- Amon – przywódca Równościowców, główny antagonista pierwszej księgi. Posiada moc odbierania magom ich magii.
- Tarrlok – członek rady Miasta Republiki, nadużywa władzy w walce z Równościowcami, drugoplanowy antagonista pierwszej księgi. Mag wody, potrafi używać magii krwi nie tylko podczas pełni księżyca, brat Amona, syn Yakone’a. Amon odebrał mu magię, został przez niego pojmany. Ginie z nim podczas wybuchu motorówki, który sam spowodował.
- Porucznik – należy on do Równościowców, posługuje się dwoma pałkami przekazującymi elektryczność.
- Hiroshi Sato – właściciel korporacji „Zakłady Przyszłości”, sponsor Ognistych Fretek. Jego żona została zabita przez maga ognia. Członek i sponsor Równościowców, wspiera terrorystów technologicznie.
- Szef Lin Beifong – szef policji, mag ziemi i metalu, córka Toph, ma 50 lat.
- Suyin Beifong – druga córka Toph i siostra Lin. Jest magiem ziemi i metalu. Założyła ona miasto zrobione z metalu – Zaofu – oraz Klan Metalu.
- Bataar Beifong Jr – najstarszy syn Suyin, architekt. Dzieli swoją pasję z ojcem, wspólnie tworzą przeróżne projekty, które potem razem wcielają w życie.
- Huan Beifong – drugi syn Suyin. Pasjonuje się tworzeniem rzeźb z metalu i sam jest magiem metalu.
- Wei i Wing Beifong – bliźniaki, najmłodsi synowie Suyin. Obaj są magami metalu. Wymyślili własną grę z metalowym dyskiem. Towarzyszą Korrze, gdy ta uczy się magii metalu.
- Opal Beifong – jedyna córka Suyin. Nie była magiem, aż do Harmonijnego Zrównania, które to podarowało jej talent magii powietrza. Ze wzajemnością zakochana w Bolinie. Wyrusza na szkolenie wraz z Tenzinem do Północnej Świątyni Powietrza, gdzie potem (wraz z resztą magów powietrza) jest uwięziona przez Czerwony Lotos. W 4 sezonie razem ze swoją ciotką, Lin, ratują Suyin, Wei i Winga przed Kuvirą.
- Tonraq – ojciec Korry, brat Unalaqa, wygnany z Północnego Plemienia Wody za rozwścieczenie duchów.
- Unalaq – stryj Korry, brat Tonraqa, wódz Północnego Plemienia Wody i główny antagonista Drugiej Księgi. Podczas Harmonijnego Zrównania łączy swoją energię z Duchem Vatuu, w wyniku czego obaj przemieniają się w gigantycznego Ducha Unavatuu.
- Eska i Desna – Eska to córka Unalaqa, a Desna to jego syn, oboje są magami wody, pochodzą z Północnego Plemienia Wody. Eska jest zakochana w Bolinie, a w ostatnim odcinku 2 księgi ratuje go przed mrocznym Duchem. Oboje pomagali chronić ciało Korry w trakcie kiedy ona walczyła z ich ojcem i Vatuu.
- Bumi – starszy brat Tenzina, jedyny z rodzeństwa nie jest magiem aż do 3 sezonu. Otrzymał magię powietrza po Harmonijnym Zrównaniu.
- Kya – starsza siostra Tenzina i młodsza siostra Bumiego, mag wody.
- Jinora – starsza córka Tenzina, mag powietrza, ma 10 lat. Pod koniec Drugiej Księgi wprowadza Korrę do świata duchów, pod koniec Trzeciej Księgi zdobywa Tatuaże Magów Powietrza, co czyni z niej mistrza w tej dziedzinie. Ze wzajemnością zakochana w Kai’u.
- Ikki – młodsza córka Tenzina, mag powietrza.
- Meelo – starszy syn Tenzina, mag powietrza.
- Rohan – najmłodszy syn Tenzina i Pemy, według Katary mag powietrza.
- Pema – żona Tenzina, nie-mag.
- Naga – polarny niedźwiedzio-pies (połączenie psa z niedźwiedziem polarnym), suczka Korry, przybywa wraz z nią do Miasta Republiki.
- Pabu – ognista fretka, maskotka Ognistych Fretek.
- Katara – mistrzyni magii wody, uczyła Korrę magii wody, matka Tenzina, żona poprzedniego Avatara, Aanga.
- Kapitan Saikhan – nowy dowódca sił miejskich, został pojmany przez Równościowców.
- Tahno – Mag wody, kapitan zespołu Wilkotoperzy, który od 4 lat zdobywa mistrzostwo w zawodach pro-bendingu. Ma oczy obrysowane eyelinerem i długą grzywkę. Zaczepia Korrę, proponując jej prywatne lekcje. Traci swoją moc podczas mistrzostw.
- Iroh II – generał zjednoczonych wojsk, wnuk byłego władcy ognia Zuko.
- Prezydent Reiko – po rozwiązaniu Rady w 1 sezonie, od początku Drugiej Księgi aż do końca Czwartej pełni funkcję Prezydenta Miasta Republiki. Jest celem ataku Varricka, do którego ostatecznie nie dochodzi. Na początku 3 sezonu jest wrogiem Korry i oskarża ją o to, że nie potrafi usunąć Duchowych Winorośli, które powstały podczas jej walki z Unuvatuu. W ostatnim odcinku Trzeciej Księgi przeprasza ją i dziękuje jej za zabicie terrorystów Czerwonego Lotosu, ta jednak mu nie odpowiada. Jest nieobecny, podczas gdy Drużyna Avatara i magowie powietrza walczą z Robotem Kuviry.
- Varrick – prawdopodobnie jeden z najbogatszych ludzi na świecie. Jest naukowcem, mającym osobliwy charakter i masę pomysłów. Nigdzie nie rusza się bez swojej asystentki, Zhu Lee, z którą w 4 sezonie bierze ślub. W Drugiej Księdze próbuje wywpłać wojnę pomiędzy Północnym Plemieniem Wody a Zjednoczoną Republiką Narodów, jednak zostaje powstrzymany przez Bolina, Mako i Asami. Podczas walki Korry z Unavatuu jego więzienie zostaje zniszczone, a on wraz z Zhu Lee ucieka z niego. W 3 sezonie jest naukowcem w Zaofu. W czwartej części jest jednym z pomocników Kuviry, prowadzącym badania nad Duchowymi Winoroślami. Jako pierwszy odkrywa ich niszczycielką moc, która wypala całą ścianę jego pociągu. Ostatecznie odwraca się od Kuviry i walczy w obronie miasta Republiki.
- Zhu Lee – asystentka Varricka, która jest jego prawą ręką. Wie o nim wszystko, wystarczy, że Varrick powie „Zhu Lee! Przynieś rzecz!, a ta już podsuwa mu przedmiot, o którym myślał. Widać, że jest w nim zakochana. Mimo to w Czwartej Księdze zdradza go i wydaje Kuvirze, by ratować siebie. Potem jednak okazuje się, że nie jest wierna Kuvirze, tylko Varrickowi i specjalnie sabotuje prace tej pierwszej, za co później ma zostać ukarana. Jednak do wykonania wyroku nie dochodzi, ponieważ Bolin wraz z Opal ratują ją i bezpiecznie odwożą do Miasta Republiki.
- Zaheer – Główny antagonista 3 sezonu. Jednym ze skutków Harmonijnego Zrównania jest to, że przypadkowi ludzie dostają dar magii powietrza. Zaheer jest jednym z nich. Poznajemy go zamkniętego w odosobnionym od świata więzieniu, z którego jednak ucieka, a następnie wypuszcza trójkę swoich wspólników: Ming-Huę (bezrękiego maga wody), Ghazana (maga lawy) oraz swoją miłość – P’li (maga zapłonu). Okazuje się, że wszyscy oni są członkami tajnego stowarzyszenia – Czerwonego Lotosu. Zabija Królową Ziemi, po której śmierci Królestwo Ziemi popada w chaos. W finale księgi trzeciej Korra pokonuje go, a on sam zostaje przetransportowany do więzienia. W Czwartej Księdze odgrywa rolę epizodyczną – pomaga Korrze wkroczyć do Świata Duchów i odnaleźć, uwięzionych tam, jej przyjaciół.
- Kai – kolejny mag powietrza, który dostał magię dzięki Harmonijnemu zrównaniu. Rówieśnik Jinory, który później zostaje jej chłopakiem. Na początku jest egoistą i dba tylko o siebie, ale w finale Trzeciej Księgi poświęca się, by uratować resztę magów powietrza. Gdy okazuje się, że przeżył, pomaga w ucieczce Bolinowi, Asami, Mako i Tenzinowi.
- Kuvira – Główna Antagonistka 4 sezonu. Mag metalu i ziemi. Jej zadaniem było przywrócić królestwo Ziemi do równowagi, lecz postanawia ona ukształtować własne Imperium na terenach królestwa. Kuvira ma długie czarne włosy, które zazwyczaj związuje w kok. Ma znamię na policzku. W walkach często używa rtęci i cienkich kwadratowych elementów jej zbroi. Przypomina z Charakteru Korrę, lecz jest bardziej opanowana i perfidna. Kuvira nie jest tak naprawdę zła, gdyż wierzyła, że to, co robi, jest słuszne i korzystne dla społeczeństwa. Ostatecznie w ostatnim odcinku serialu okazuje skruchę i poddaje się.

## Wersja polska
Wersja polska: na zlecenie Nickelodeon Polska – Start International Polska
Reżyseria:
- Paweł Galia (odc. 1-26),
- Andrzej Chudy (odc. 27-52)

Dialogi polskie: Anna Niedźwiecka
Dźwięk i montaż: Jerzy Wierciński
Kierownictwo produkcji: Dorota Nyczek
Nadzór merytoryczny:
- Aleksandra Dobrowolska (odc. 1-12),
- Katarzyna Dryńska (odc. 1-52)

Wystąpili:
- Aleksandra Domańska – Korra
- Grzegorz Pawlak – Tenzin
- Leszek Zduń –
  - Mako,
  - Desna (odc. 17-18, 21, 24-26, 29),
  - Otaku (odc. 33)
- Janusz Zadura – Bolin
- Anna Bojara – Asami
- Tomasz Marzecki –
  - Amon,
  - Lu (odc. 17-18, 21, 23),
  - Kuruk (odc. 19),
  - głos na stacji kolejowej (odc. 46)
- Jakub Wieczorek –
  - Tonraq (ojciec Korry) (odc. 13-16, 23-24, 29-30, 36-41),
  - Ganbat (odc. 33)
- Robert Tondera –
  - Tonraq (ojciec Korry) (odc. 1),
  - radiowy komentator zawodów (odc. 2, 5-6),
  - jeden z dziennikarzy (odc. 4),
  - Unalaq (odc. 13-17, 21-26, 39, 47),
  - Żołnierz imperium ziemi #2 (odc. 43),
  - Żołnierz imperium ziemi #1 (odc. 46)
- Jarosław Domin –
  - Gommu (odc. 1),
  - jeden z dziennikarzy (odc. 4),
  - sędzia w turnieju walk magicznych (odc. 5)
  - Varrick (odc. 13, 15-17, 21, 23, 26, 31-32, 34, 40, 42, 44-52)
- Ewa Serwa –
  - komendant Lin Beifong,
  - Kya (odc. 13-15),
  - królowa Hou-Ting (odc. 29-30, 36)
- Mirosław Wieprzewski –
  - sędzia w turnieju walk magicznych (odc. 2, 6),
  - sekretarz Tarrloka (odc. 4),
  - Gommu (odc. 11),
  - Bumi (odc. 13-16, 21, 24-30, 33, 37, 39, 46),
  - Ping 2-Palce (odc. 18)

W pozostałych rolach:
- Andrzej Gawroński –
  - Lider Białego Lotosu,
  - Toza (odc. 2),
  - Roku (odc. 19),
  - Wan Shi Tong (odc. 22)
- Bożena Furczyk –
  - Senna (matka Korry),
  - Zhu Li (odc. 18, 23, 44-45, 49-52),
  - Kyoshi (odc. 19)
- Mirosława Krajewska – Katara
- Zuzanna Galia –
  - Ikki,
  - Toph Beifong (odc. 9)
- Katarzyna Tatarak –
  - Pema,
  - Eska (odc. 13-17, 21, 24-26, 29, 42),
  - Ming-Hua (odc. 28, 30, 32, 34-39),
  - Yin (odc. 29-30, 37-38, 46-47),
  - Toph Beifong (odc. 32),
  - wynajmująca pokoje (odc. 35),
  - mama Ryu (odc. 48),
  - Izumi (odc. 48)
- Magda Kusa – Jinora (odc. 1-12)
- Katarzyna Skolimowska –
  - starsza kobieta (odc. 1),
  - sekretarz Tarrloka (odc. 8-10)
- Paweł Galia –
  - człowiek pilnujący Nagę (odc. 1),
  - jeden z dziennikarzy (odc. 1)
- Grzegorz Kwiecień –
  - jeden z dziennikarzy (odc. 1),
  - Aang (odc. 19, 25)
- Marek Bocianiak –
  - narrator streszczający wydarzenia poprzedniego odcinka (odc. 2-6, 9-11, 13-52),
  - jeden z dziennikarzy (odc. 4),
  - Huan (odc. 31-32, 45),
  - Arik (odc. 36)
- Mikołaj Klimek –
  - Hiroshi Sato (odc. 4, 7, 10-11, 44, 51),
  - Baraz (odc. 46-47)
- Tomasz Borkowski – Tarrlok (odc. 4, 6, 8-9, 11)
- Dariusz Odija – Saikhan
- Krzysztof Szczerbiński – Sokka (odc. 9)
- Jan Kulczycki –
  - Yakone (odc. 9, 11),
  - Gang (odc. 17-18, 21, 23)
- Bartosz Martyna –
  - Aang (odc. 9, 12),
  - młody Noatak (odc. 11),
  - różne role
- Miłosz Konkel – młody Tarrlok (odc. 11)
- Julia Chatys – Jinora (odc. 13-16, 21-22, 25-26)
- Izabela Dąbrowska –
  - Kya (odc. 16, 21-22, 24-28, 31, 33, 37),
  - Ginger (odc. 19, 23),
  - P’Li (odc. 29-30, 32, 35, 38)
- Zbigniew Konopka – sędzia Hotah (odc. 16)
- Cezary Nowak –
  - Raiko – prezydent Miasta Republiki (odc. 17, 23, 26-27, 39-40, 42, 44, 48-50),
  - Chow (odc. 29, 37),
  - Ghazan (odc. 30, 32),
  - jeden ze strażników (odc. 45),
  - porywacz księcia Wu (odc. 46)
- Przemysław Stippa – Wan (odc. 19-20, 26)
- Adam Pluciński – Jaya (odc. 19-20)
- Janusz Wituch – Yao (odc. 19)
- Jacek Król –
  - Vaatu (odc. 19-22, 24-26, 39, 47),
  - Żołnierz królestwa ziemi #1 (odc. 43)
- Elżbieta Kopocińska – Raava (odc. 19-20, 25-26, 48)
- Mieczysław Morański – Iroh (odc. 22, 25, 37)
- Mirosław Zbrojewicz – Zhao (odc. 25)
- Zuzanna Bernat – Jinora (odc. 27-52)
- Wojciech Paszkowski –
  - Zaheer (odc. 27-28, 30-32, 34-38, 47-48),
  - Gun (odc. 29-30, 36, 42),
  - maszynista (odc. 51)
- Bernard Lewandowski – Meelo (odc. 27-28, 31, 33, 37, 39-40, 42-46, 50-51)
- Andrzej Chudy –
  - brat Dawa (odc. 27),
  - Zuko (odc. 28-30, 36-37, 39),
  - jeden z więźniów (odc. 36),
  - Baatar Senior (odc. 44-45, 49),
  - ojciec Ryu (odc. 48),
  - jeden z duchów (odc. 49)
- Julia Kołakowska-Bytner –
  - mama Ryu (odc. 28),
  - Opal (odc. 31-32, 34, 39-40, 44-46, 48-49),
  - Kuvira (odc. 34, 38),
  - Ahnah (odc. 46)
- Maksymilian Michasiów –
  - Tu (odc. 29-30, 37, 47, 51),
  - Wing (odc. 31-32, 34, 45, 49),
  - Yung (odc. 33),
  - Żołnierz imperium ziemi #2 (odc. 46)
- Stefan Knothe – Aiwei (odc. 31-32, 34-35)
- Izabella Bukowska – Suyin Beifong (odc. 31-32, 34-35, 37-38, 42, 44-45, 49-52)
- Wojciech Machnicki –
  - kucharz (odc. 31-32, 34),
  - mistrz akupunktury (odc. 32),
  - właściciel gospody (odc. 35),
  - kapitan statku powietrznego (odc. 36),
  - naczelnik statku Yi (odc. 40),
  - fotograf (odc. 41, 43)
- Bartosz Wesołowski –
  - Daw (odc. 31, 33, 51),
  - Wei (odc. 31-32, 34, 39, 45),
  - Ghazan (odc. 36, 38-39),
  - Kong (odc. 36),
  - Baatar Jr. (odc. 40, 42, 44-46, 49-51),
  - Ryu (odc. 48)
- Piotr Bajtlik –
  - książę Wu (odc. 40, 42, 46-52),
  - Generał Iroh (odc. 50)
- Beniamin Lewandowski – Kai (odc. 40)
- Barbara Kałużna – Kuvira (odc. 40, 42, 44-46, 49-52)
- Elżbieta Gaertner – Toph Beifong (odc. 41-43, 49)
- Wojciech Słupiński
- Andrzej Blumenfeld
- Łukasz Talik
- Piotr Bąk

Lektor:
- Paweł Galia (odc. 1-12),
- Grzegorz Pawlak (odc. 13-52)

## Księgi
| Księga | Księga | Odcinki    | Pierwsza emisja     | Ostatnia emisja   | Pierwsza emisja  | Ostatnia emisja   |
| ------ | ------ | ---------- | ------------------- | ----------------- | ---------------- | ----------------- |
|        | 1      | 1–12 (12)  | 14 kwietnia 2012    | 23 czerwca 2012   | 26 sierpnia 2012 | 11 listopada 2012 |
|        | 2      | 13–26 (14) | 13 września 2013    | 22 listopada 2013 | 19 lutego 2014   | 10 marca 2014     |
|        | 3      | 27–39 (13) | 27 czerwca 2014     | 22 sierpnia 2014  | 4 maja 2015      | 19 maja 2015      |
|        | 4      | 40–52 (13) | 3 października 2014 | 19 grudnia 2014   | 20 maja 2015     | 5 czerwca 2015    |